# Great Doddington
Great Doddington is een civil parish in het bestuurlijke gebied Wellingborough, in het Engelse graafschap Northamptonshire met 1123 inwoners.

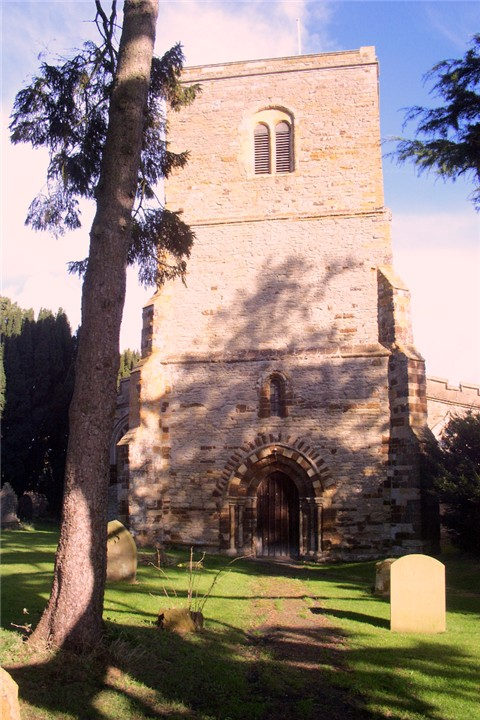
Parochiekerk